# پرستودریایی عینکی
پرستودریایی عینکی (نام علمی: Onychoprion lunatus) نام یک گونه از سرده پرستودریایی‌های پشت‌تیره است.